# Somatogyrus tryoni
Somatogyrus tryoni är en snäckart som beskrevs av Henry Augustus Pilsbry och F. C. Baker 1927. Somatogyrus tryoni ingår i släktet Somatogyrus och familjen tusensnäckor. IUCN kategoriserar arten globalt som otillräckligt studerad. Inga underarter finns listade i Catalogue of Life.